# Heteracris morbosa
Heteracris morbosa är en insektsart som först beskrevs av Jean Guillaume Audinet Serville 1838.  Heteracris morbosa ingår i släktet Heteracris och familjen gräshoppor.

## Underarter
Arten delas in i följande underarter:
- H. m. morbosa
- H. m. cincticollis